# Adam Fischer
Adam Robert Fischer (ur. 7 czerwca 1889 w Przemyślu, zm. 22 grudnia 1943 we Lwowie) – polski etnolog, etnograf i folklorysta.

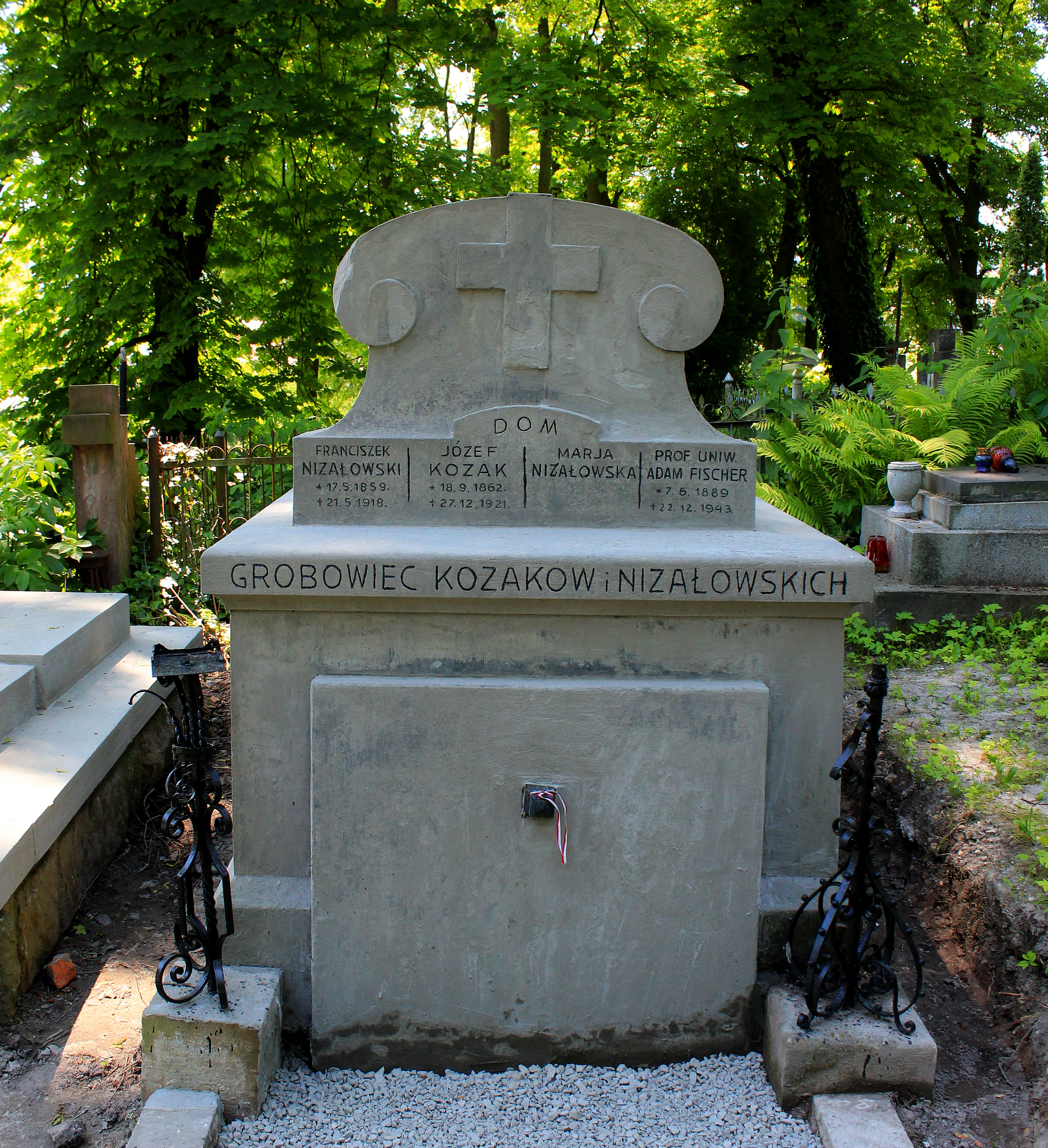
Grobowiec rodzinny Adama Fischera

## Życiorys
Profesor Uniwersytetu Jana Kazimierza we Lwowie w latach 1924–1939,  kierownik Zakładu Etnologicznego UJK, dziekan Wydziału Humanistycznego tej uczelni w 1934/1935.
Sekretarz Polskiego Towarzystwa Ludoznawczego (1910–1939), redaktor pisma „Lud” (1914–1939) i wydawca serii „Prace Etnograficzne” (1934).
Przedstawiciel szkoły kulturowo-historycznej, autor szeregu prac z zakresu folkloru, sztuki ludowej, monografii ludów słowiańskich i biografii etnografów polskich.
W 1937 był członkiem zarządu lwowskiego Obozu Zjednoczenia Narodowego.
Zmarł z powodu warunków okupacyjnych i braku opieki lekarskiej. Pochowany na Cmentarzu Łyczakowskim we Lwowie.

## Wybrane dzieła
Był encyklopedystą. Został wymieniony w gronie 180 edytorów pięciotomowej Ilustrowanej encyklopedii Trzaski, Everta i Michalskiego wydanej w latach 1926–1928, gdzie zredagował hasła związane z ludoznawstwem  . Napisał również:
- Lud polski (1926)
- Rusini, zarys etnografii na Rusi (1928)
- Etnografia słowiańska – Łużyczanie (1932)
- Etnografia słowiańska – Połabianie (1932)
- Etnografia słowiańska – Polacy (1934)
- Kaszubi na tle etnografii Polski (1935) [w:] Kaszubi. Kultura ludowa i język, red. z: Friedrich Lorentz, Tadeusz Lehr-Spławiński
- Drzewa w wierzeniach i obrzędach ludu polskiego, Lwów 1938.

## Ordery i odznaczenia
- Krzyż Komandorski Orderu Odrodzenia Polski (10 listopada 1938)[5]
- Złoty Krzyż Zasługi (25 maja 1928)[6]